# Clara Feyoena van Raesfelt-van Sytzama

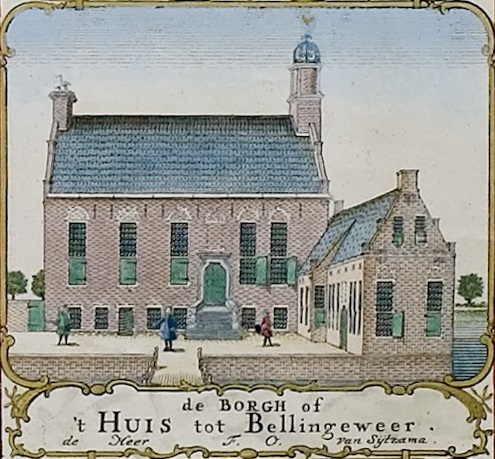
De borg op de kaart van Theodorus Beckeringh (1781)

Clara Feyoena van Raesfelt-van Sytzama (Friens, 5 april 1729 - Heemse, 1 september 1807) was een Nederlandse dichteres. Haar bekendste gedicht is Wij knielen voor uw zetel neer dat als lied 231 is opgenomen in het Liedboek voor de Kerken.

## Biografie

### Kindertijd
Clara van Sytzama, lid van de familie Van Sytzama, werd geboren in 1729 op Beslinga State bij Friens als de dochter van Pyrrhus Wilhelmus van Sytzama en Isabella Juliana van Humalda. Pier Willem van Sytzama (1688-voor 1764), de oorspronkelijke naam van de vader, was heer van Bellingeweer en officier in het Nederlandse leger en gedeputeerde van de Staten-Generaal. Hij had zelf ook gedichten geschreven. Clara van Sytzama heeft haar moeder nooit bewust gekend, want die stierf toen Clara één jaar oud was. Haar vader hertrouwde twee jaar later, waarop hij met Clara en haar oudere broer Pico Galenus in de Tammingaborg in Bellingeweer bij Geertruida Foek van Burmania introk. Het verdriet dat ze haar moeder niet gekend had en het feit dat Clara haar stiefmoeder niet als een goede moeder ervoer blijkt uit een gedicht dat ze later schrijft:
Toen ’t moederhart mij wierd onttoogen
Daar pas mijn oog haar had aanschouwd
Zag God toen zonder mededoogen
Aan welk een Wreede ik wierd toevertrouwd?— Clara Feyoena

### Jeugd
Haar stiefmoeder overleed in 1738. Daarna werd Clara van Sytzama toevertrouwd aan de gouvernante Alida Tegneus. Deze gouvernante heeft veel invloed gehad op haar schrijven van gedichten. Het oudste gedicht van Clara komt uit 1741, en in 1744 heeft ze samen met haar gouvernante een gedicht geschreven in een bundel van een vriendin van Alida Tegneus. Clara Feyoena beschouwde Alida als een goede moeder van wie ze veel leerde, zo blijkt uit wat zij later schreef:
Mij heugt haar gulden les, in kinderlijke jaren,
om ‘s werelds holle ze voorzigtig te bevaren
bij ‘t licht van ‘t Goddelijk Woord.— Clara Feyoena
De vader van Clara was trots op zijn dochter en besloot haar een leermeester te geven. Deze leermeester, Justus Conring, was een nog maar 21-jarige student die echter goed aangeschreven stond. Clara en Justus werden na een tijdje verliefd op elkaar, maar een huwelijk was uitgesloten omdat Justus niet van adel was. Bovendien behoorde de vader van Justus bij de Staatsgezinden, terwijl Clara's vader een van de leiders van de Prinsgezinden in Groningen was. In de jaren 1747-1749 was deze tegenstelling buitengewoon hevig, aangezien stadhouder Willem IV toen ook buiten Friesland dit ambt kreeg. Justus werd als leermeester ontslagen, waardoor Clara en hij van elkaar gescheiden werden. Hij overleed, onder hevig liefdesverdriet, in december 1748 aan tuberculose. Dit greep de toen 19-jarige Clara enorm aan. Ze schreef hierover:
Onschatbaar vriend, aan mij ontrukt
ach, had ik aan Uw zij van d’aarde mogen schreien,
maar neen, vroege zeegge is u, niet mij gelukt,
ik moest op Uwe tombe een zee van tranen schreien.— Clara Feyoena
Ook veel later schreef ze nog over dit voorval, zoals in haar album Gedichten.

### Huwelijk en kind
Clara was erg neerslachtig, waarschijnlijk vooral door de dood van Justus. Haar vader stuurde haar naar zijn broer Jan Andries van Sytzama (1690-1768), heer van Blankenhemert. Daar ontmoette ze Isaac Reinder van Raesfelt, heer tot Heemse (geb. te Heemse, gedoopt 7 februari 1723), kapitein in het Nederlandse leger, zoon van Evert Elbert Anton Raesfelt en Jacoba Hendrietta van Uitterwijk. Ze gingen in ondertrouw te Heemse op 11 augustus 1750 en trouwden op 6 september datzelfde jaar in Bellingeweer (bij Winsum).
Het huwelijk bleef oppervlakkig, maar in 1757 kreeg het echtpaar een dochter, Ermgard Ebella Juliana van Raesfelt, waar Clara Feyoena afleiding in vond. Ook in het dichten bleef ze haar troost zoeken. In 1775 trouwde haar dochter met de graaf Christiaan Lodewijk van Rechteren. Het echtpaar ging wonen op De Alerdinck bij Heino. In 1753 vestigden zij zich ook in Heemse. Na de geboorte van hun tweede kind overleed Ermgard.
Ook hierbij vond Clara troost in de dichtkunst, en zorgde vanaf toen voor haar twee kleinkinderen. Na haar dichtalbum Bellingeweerster Uitspanningen, waar ze zelf niet erg tevreden over was, schreef ze in 1774 een viertal zangen over Heemse. Deze bracht ze in 1783, op aandringen van kennissen, in een album uit, onder de titel Heemse: Hof-, Bosch- en Veldzang. De jaren 1792 en '93 vormden het hoogtepunt van haar schrijven van gedichten en in 1794 kwam haar derde album uit, genaamd Gedichten. In 1801 stierf ook haar kleinzoon.
Kort voor haar dood schonk ze een door Georg Heinrich Quellhorst gebouwd kerkorgel aan de Nederlands-hervormde kerk van Heemse, de Sint Lambertuskerk, waarop ze liet schrijven: 'Gegeven uit liefde voor den godsdienst, 17 juli 1807'. Dit orgel werd in 1917 verkocht aan de kerk in Pesse en is tegenwoordig eigendom van de Nederlandse-hervormde kerk in Lochem. Clara Feyoena stierf begin september van datzelfde jaar.

### Na haar dood
Clara Feyoena werd begraven in Heemse, maar het is niet helemaal bekend waar. Sommigen menen dat ze in het familiegraf, waar ook haar grootmoeder lag, in de Sint-Lambertuskerk is begraven, anderen denken dat ze op het kerkhof naast de kerk ligt. Een grafsteen van haar ontbreekt en het is niet bekend of die er ooit heeft gestaan, en of de Franse tijd, waar de macht van de adel werd ingeperkt, hier invloed op heeft gehad.
Op de plek waar het Huis Heemse stond staat tegenwoordig een verzorgingstehuis dat naar haar vernoemd is met Clara Feyoena Heem. Ook is er een straat in Winsum naar haar vernoemd.

## Voetnoten en bronnen
1. ↑  Sytzama, Clara Feyona baronnesse van op de website van de digitale bibliotheek voor de Nederlandse Letteren (DBNL)
2. ↑  Henrick S. van Lennep, 'Sytzama, Clara Feyoena van', in: Digitaal Vrouwenlexicon van Nederland
3. 1 2  Clara Feyoena van Sytzama op de website van de Historische Vereniging Winsum Obergum
4. ↑  Historiekamer
5. ↑  Trouwboek Heemse 1662-1794 op www.historiekamer.nl
6. ↑  Het lied van de ongelukkige douairière Van Raesfelt (23 juli 2007) op de website van het Nederlands Dagblad. Gearchiveerd op 25 december 2013.
7. ↑  Noot: Overlijdensakte van Christiaan Lodewijk graaf van Rechteren tot Collendoorn weduwnaar van wijlen de hooggeboren vrouwe Ermgard Ebella Juliana gravinne van Rechteren, geboren baronesse van Raesfelt, Inv. # 5, d.d. 12-8-1820
8. ↑  Clara Feyoena Van Sytzama op de website van Stichting Dodenakkers.nl
9. ↑  In de voetsporen van Clara Feyoena op de website van Weekkrant Hardenberg.nu[dode link]

- Biografisch Portaal: 96168353
- Digitale Bibliotheek voor de Nederlandse Letteren: raes002
- International Standard Name Identifier: 0000 0003 8892 3338
- Nederlandse Thesaurus van Auteursnamen: 071558195
- Virtual International Authority File: 282233316
- WorldCat: E39PBJhrY8wtHg4YxVp9xp3hHC

Een gedeelte van de bronnen in de voetnoten is ook elders in de tekst gebruikt.